# Два тайма в аду
«Два тайма в аду» (венг. Két félidő a pokolban) — венгерский военный и спортивный фильм 1962 года, снятый Золтаном Фабри. Фильм отдалённо напоминает реальные события, известные как «Матч смерти» 1942 года, когда бывшие советские футболисты играли против немецких и венгерских солдат в оккупированном Киеве и победили. В этом фильме действие происходит в Венгрии.

## Сюжет
Весной 1944 года нацисты собираются провести футбольный матч к дню рождения фюрера между немецкими игроками и венгерскими рабочими, трудящимися для военной машины Германии. Команду венгров должен собрать известный игрок Оноди, который требует от немцев дополнительный паёк, мяч для тренировок и освобождение от любой принудительной работы. Немцы соглашаются, однако рекомендуют Оноди не брать евреев в команду. Проблема в том, что у Оноди в его роте трудовой службы всего 8 игроков, остальные 90 не умеют играть.
Он берёт игроков из другой роты: одним из выбранных оказывается еврей Штайнер, не умеющий играть, но боящийся смерти. На тренировке игроки обезвреживают венгерского охранника и пытаются сбежать, но их арестовывают и грозят им смертной казнью. Венгерский офицер требует от команды выйти на поле в любом случае.
В ходе первого тайма команда проигрывает 1:3, и в перерыве венгерский командир говорит игрокам, что если они посмеют выиграть, то их расстреляют, поэтому для спасения их жизней они должны проиграть. Однако Оноди отказывается этому верить, и команда идёт на второй тайм, где забивает три гола и побеждает.

## В ролях
- Имре Шинкович — Оноди
- Дежё Гараш — Штайнер
- Йожеф Сендрё — сержант Рапить
- Иштван Веленцеи — Ференци
- Дьюла Бенкё — Степан
- Янош Гёрбе — Эберхардт
- Тибор Мольнар — Рац
- Янош Маклар — сержант Холуп
- Зигфрид Брахфельд — капитан Хайлиг
- Антал Фаркаш — капрал Чорба
- Янош Райз — Липтак
- Ласло Маркуш — Погань
- Янош Колтаи — Геза
- Золтан Гера — Танко

## Награды
Фильм получил премию критиков на Бостонском кинофестивале в 1962 году. Номинировался как лучший фильм на международном кинофестивале в Мар-дель-Плата и на премию «Вероника» кинофестиваля в Салониках.